# Louis-Claude de Nettancourt-Haussonville
Pour les articles homonymes, voir Nettancourt et Haussonville.
Louis-Claude de Nettancourt d'Haussonville est un militaire français, né le 22 janvier 1656 à Châlons-en-Champagne  et mort à Vigevano le 17 mai 1705.

## Biographie
Frère de Nettancourt-Vaubécourt, évêque de Montauban, il est né des secondes noces de Nicolas II de Nettancourt (27 juillet 1603 - 11 mars 1678), baron de Haussonville (2 juillet 1605), Comte de Vaubécourt, baron de l’Orne et de Choiseul, lieutenant général, gouverneur de Landrecies, Châlons-en-Champagne, Perpignan et de Claire Guillaume de Saint-Eulien.
Comte de Vaubécourt, baron d’Orne, seigneur de Choiseul, il servit en tant que lieutenant général (1692), lieutenant général au gouvernement de Metz et de Verdun, maréchal de camp (1692), inspecteur général de l’infanterie (1688), colonel au régiment de Vaubécourt (de 1677 à 1695), vidame et gouverneur de Châlons-en-Champagne et brigadier (1688). 
Lors de la Guerre de Succession d'Espagne, Vaubécourt fit les campagnes d'Italie en 1701, d'Espagne en 1702, avant de revenir en Italie où il commanda l'armée française en Piémont. Il fut tué lors d'une bataille près de Verceil. 

« Vaubecourt, lieutenant général, qui était là auprès, y accourut avec ce qu'il put ramasser, et y fut tué : c'était un homme fort court, mais brave, fort appliqué et très honnête homme. Sa femme, dont il n'avait point d'enfants, avait fait bruit dans le monde. Le maréchal de Villeroy, qui en était amoureux, eut, une de ses campagnes, la fatuité de faire faire le tour de la place Royale, où elle logeait, à son magnifique équipage qui partait pour l'armée. Elle était sœur d'Amelot, qui venait d'aller ambassadeur en Espagne, et de la femme d'Estaing, qui eut le petit gouvernement de Châlons et la lieutenance générale de Champagne qu'avait Vaubecourt. Ce dernier s'appelait Nettancourt, et était homme de qualité. »

C'est en effet le 20 octobre 1680 qu'il épouse Catherine Amelot du Gournay, fille de Jean Amelot, seigneur de Gournay et de Neuvy et de Marie Lyonne. La marquise de Sévigné évoque cette union dans une de ses lettres de 1680 :

« Mlle Amelot fut mariée dimanche, sans que personne l'ait su, avec un M. de Vaubecourt, tout battant neuf,homme de qualité peu riche, dont la mère est de Châlons. »

Fait chevalier de l'ordre militaire de Saint-Louis le 8 février 1694, le comte de Vaubécourt mourut en Piémont où il commandait en l'absence du duc de Vendôme. Son cœur est enterré à Vaubécourt. Sans héritier, il laisse ses titres et domaines à son frère puiné, l'évêque de Montauban.

Le Blason des Nettancourt-Vaubécourt

## Iconographie[7]
Bien les livres de comptes du peintre Hyacinthe Rigaud ne mentionnent aucun portrait du comte de Vaubécourt, il y a de bonnes raisons de penser que Vaubécourt fut amené à solliciter l'artiste et ce, pour deux raisons. 
La première est que la nomination du modèle à l'ordre de Saint-Louis fut le prétexte premier à cette commande, sur laquelle Vaubécourt arbore fièrement le cordon rouge. Il avait déjà 38 ans et ses traits sont tout à faire en concordance. La seconde raison est que la provenance familiale du tableau est attestée par les inscriptions à même la toile : LOUIS CLAUDE DE NETTANCOURT HAUSSONVILLE/COMTE DE VAUBECOURT/LIEUTENAN GENERAL/DES ARMEES/DU ROY. Par ailleurs, en haut à gauche du tableau, on voit les armes des Nettancourt d'Aussonville : écartelé aux 1 - 4 de gueules au chevron d'or et aux 2 - 3 D'or à la croix de gueules frettée d'argent. 
Cette attitude d'homme en cuirasse, aux bras suggérés et dirigés vers l'extérieur du tableau, fut reprise plusieurs fois lors de la carrière de l'artiste. Ainsi retrouve-t-on une esquisse préalable dans les six études de cuirasse et dans le portrait dit du maréchal de Richelieu, conservé au musée des beaux-arts du Mans.